# Nidio Ricardo Ferreira Alves
Nidio Ricardo Ferreira Alves (sinh ngày 17 tháng 6 năm 1994) hay Ricky là một cầu thủ bóng đá hiện tại thi đấu cho Đội tuyển bóng đá quốc gia Đông Timor ở vị trí tiền đạo.

## Sự nghiệp quốc tế
Ricky có màn ra mắt quốc tế trong thất bại 2-0 trước Đội tuyển bóng đá quốc gia Campuchia trong trận giao hữu vào ngày 29 tháng 5 năm 2016.